# Liste der Baudenkmäler in Amberg (Schwaben)

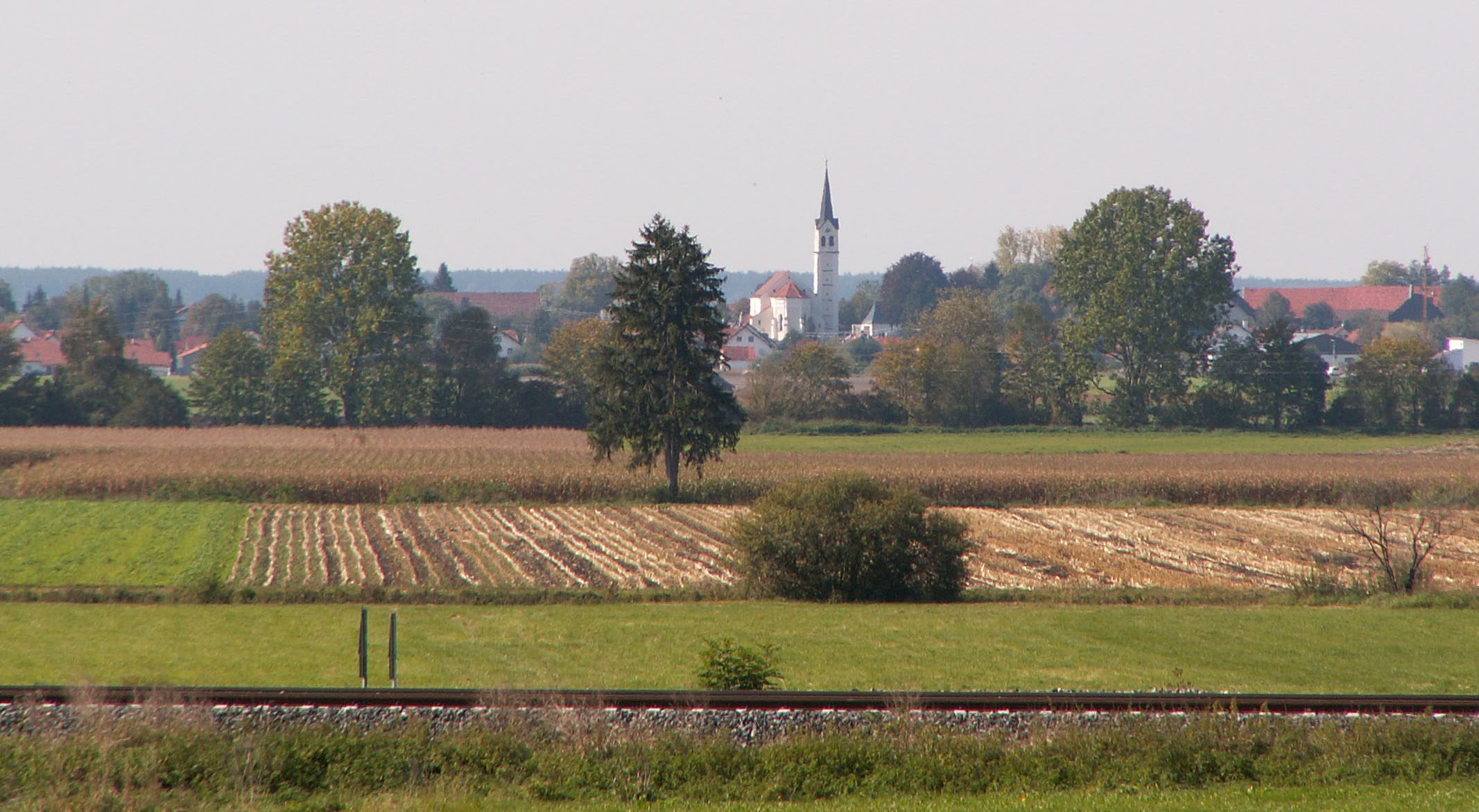
Amberg von Osten

Auf dieser Seite sind die Baudenkmäler in der schwäbischen Gemeinde Amberg zusammengestellt. Diese Tabelle ist eine Teilliste der Liste der Baudenkmäler in Bayern. Grundlage ist die Bayerische Denkmalliste, die auf Basis des Bayerischen Denkmalschutzgesetzes vom 1. Oktober 1973 erstmals erstellt wurde und seither durch das Bayerische Landesamt für Denkmalpflege geführt wird. Die folgenden Angaben ersetzen nicht die rechtsverbindliche Auskunft der Denkmalschutzbehörde.

## Baudenkmäler nach Ortsteilen

### Amberg
| Lage                                     | Objekt                                    | Beschreibung | Akten-Nr.             | Bild            |
| ---------------------------------------- | ----------------------------------------- | --- | --------------------- | --------------- |
| Bartholomäus-Welser-Straße 9 (Standort)  | Bauernhaus                                | Zweigeschossiger Satteldachbau mit Wiederkehr, Giebelfeld mit zwei halben und einem ganzen Rundbogenfenster, Mitte 19. Jahrhundert.                                                                                                   | D-7-78-111-2 Wikidata | Bauernhaus      |
| Kirchplatz 4 (Standort)                  | Katholische Pfarrkirche Mariä Heimsuchung | Saalbau mit eingezogenem Chor und nördlichem Turm mit Spitzhelm, im Kern spätgotisch, Umbau im 17. oder frühen 18. Jahrhundert, Umbau durch Joseph Miller um 1865; mit Ausstattung; Friedhofsmauer, östlicher Teil mit Stützpfeilern. | D-7-78-111-4 Wikidata | weitere Bilder  |
| Mühlweg 1 (Standort)                     | Ehemalige Mühle                           | Zweigeschossiger Satteldachbau mit Kastengesims und Putzgliederung, Anfang 19. Jahrhundert. | D-7-78-111-5 Wikidata | Ehemalige Mühle |
| Salzweg (Ecke Frühlingstraße) (Standort) | Geißelheiland                             | Gefasste Holzfigur, Mitte 18. Jahrhundert; in modernem Bildstock. | D-7-78-111-3 Wikidata | weitere Bilder  |

## Ehemalige Baudenkmäler
In diesem Abschnitt sind Objekte aufgeführt, die früher einmal in der Denkmalliste eingetragen waren, jetzt aber nicht mehr. Objekte, die in anderem Zusammenhang also z. B. als Teil eines Baudenkmals weiter eingetragen sind, sollen hier nicht aufgeführt werden. Aktennummern in diesem Abschnitt sind ehemalige, jetzt nicht mehr gültige Aktennummern.

| Lage                           | Objekt    | Beschreibung                  | Akten-Nr.             | Bild      |
| ------------------------------ | --------- | ----------------------------- | --------------------- | --------- |
| Amberg Schlichteile (Standort) | Feldkreuz | Corpus Mitte 18. Jahrhundert. | D-7-78-111-6 Wikidata | Feldkreuz |